# Afroamericans de les Illes Caiman
Els afroamericans de les Illes Caiman, afrocaimanians o caimanians negres els membres del grup ètnic de les Illes Caiman que tenen avantpassats comuns al continent africà, sobretot a l'Àfrica Occidental.
El 2013 el 60% dels habitants de les Illes Caiman tenien avantpassats africans. Concretament el 20% es consideraven que només tenien ascendència africana i el 40% eren mulats.